# Житно поље са чемпресима
Житно поље са чемпресима је серија од три слике ван Гога из 1889. године, као део његове серије слика житних поља. Сви су били изложени у менталној установи близу Сент-Ремија, Француска, где је Ван Гог био добровољно пацијент од маја 1889. до маја 1890. Радови су инспирисани погледом са прозора азила према Алпима.

## Опис
Слика приказује златна поља зреле пшенице, тамни провансалски чемпрес који се као зелени обелиск уздиже десно и светлије зелене маслине у средњој даљини, са брдима и планинама које се виде иза, и белим облацима који се ковитлају на азурном небу изнад. Прва верзија насликана је крајем јуна или почетком јула 1889, током периода махнитог сликарства и убрзо након што је Ван Гог завршио Звездану ноћ, у време када је био фасциниран чемпресом. Вероватно је била насликана "на пленеру", у близини теме, када је Ван Гог могао да напусти круг азила. Ван Гог је ово дело сматрао једном од својих најбољих летњих слика. У писму свом брату Теу, написаном 2. јула 1889. године, Винсент је описао слику: 
| „                          | Имам платно од чемпреса са класовима пшенице, мало мака, плаво небо као комад шкотског тартана; прво насликано са дебелим импастом попут Монтичелијевог, и пшенично поље на сунцу, које представља екстремну врућину, такође веома густо. | ” |
| — Писмо Ван Гога брату Теу | |   |

Ван Гог је крајем јула и почетком августа морао да одустане од сликања како би се изборио са неким озбиљним проблемима услед менталне болести, али је могао да настави да слика крајем августа и почетком септембра 1889. Након што је направио цртеж пером од трске, дело, које сада држи Музеј Ван Гога у Амстердаму, два пута је копирао композицију у уљу у свом студију, једну приближно исте величине и мању верзију. Већа студијска верзија је вероватно насликана у једном седењу, уз неколико мањих каснијих подешавања која су додала додир жуте и браон боје. Ван Гог је скицирао дизајн са угљеном; нанео је танку боју на чемпресе и небо, где је земља могла да се види понегде, и дебели импасто за пшеницу у првом плану и облаке изнад. Карактеристично је да је за беле облаке више волео блиставо бело цинк бело (цинк оксид) него оловно бело, упркос његовим лошим квалитетима сушења, а његова палета је такође укључивала кобалт плаву за небо, нијансе хром жуте за пшеницу поље, виридијанско и смарагдно зелено за жбуње и чемпресе, и додири цинобера за мак у првом плану и такође синтетички ултрамарин.
Јулска верзија „пленера“ била је много више обрађена и може се сматрати студијом за више разматрана септембарска студијска слика. Мању и мање остварену студијску верзију послао је мајци и сестри на поклон.
Винсент је послао већу јулску и септембарску верзију свом брату у Париз касније у септембру 1889. Јулску верзију продала је Теова удовица 1900. уметнику Емилу Шуфенекеру. Прошао је кроз руке колекционара Александра Бертијеа и трговца уметничким делима Пола Касирера у Паризу, где је први пут изложен и фотографисан у Галерији Еуген Друет новембра 1909. Продат је банкару Францу фон Менделсону (1865–1935) у Берлину 1910. и остао са породицом Менделсон у Немачкој и Швајцарској све док није продат индустријалцу Емилу Бурлеу у Цириху 1952. Његов син Дитер Бурле купио је слику 1993. године, а потом је поклонио Музеју уметности Метрополитен у Њујорку за 57 милиона долара користећи средства које је донирао издавач, дипломата и филантроп Валтер Аненберг .
Национална галерија у Лондону има сличну верзију насликану у Ван Гоговом атељеу у септембру 1889. године, купљену од Фонда Корталд 1923. Необложена је и никада није лакирана нити рестаурирана.
Трећу мању верзију држи приватна колекција (продата на Сотбисовој аукцији у Лондону 1970).

## Галерија
- Скица оловком, која се чува у Ван Гоговом музеју у Амстердаму